# Franciu

Marguerite Perey, descoperitoarea Franciului

Franciul este un element chimic cu simbolul Fr și numărul atomic 87. În trecut era cunoscut ca eka-cesiu și actiniu K. E unul din cele două elemente cel mai puțin electronegative, celălalt fiind cesiul. Franciul este un metal foarte radioactiv ce se dezintegrează în astatin, radiu și radon. Fiind un metal alcalin, are valența unu.
Franciul în sine nu a fost niciodată văzut. Judecând după aspectul celorlalte elemente din grupa sa, se presupune că franciul are un aspect reflectorizant, dacă s-ar putea aduna destul pentru a fi observat în stare solidă sau lichidă. Obținerea unei astfel de cantități e foarte improbabilă, fiindcă căldură extremă produsă de dezintegrarea franciului (timpul de înjumătățire cel mai lung al oricărui izotop al său e de 22 de minute) ar vaporiza instantaneu orice cantitate vizibilă de element.
Franciul a fost descoperit de Marguerite Perey în Franța (de unde elementul își și ia numele) în 1939. A fost ultimul descoperit în natură, și nu prin sinteză. În afara laboratorului, franciul e extrem de rar, cantități infime găsindu-se în minereurile de uraniu și thoriu, unde izotopul franciu-223 se formează și dezintegrează continuu. În jur de 20-30 g există la orice moment dat în scoarța terestră; ceilalți izotopi (cu excepția franciului-221) sunt pur sintetici. Cea mai mare cantitate produsă vreodată în laborator a fost o grupare de peste 300.000 de atomi.

## Istoric
Încă din 1870, chimiștii credeau că ar trebui să fie un alt metal alcalin după cesiu, cu numărul atomic 87. Atunci i-a fost pus numele provizoriu „eka-cesiu”. Cercetătorii au încercat să găsească și izoleze elementul, cel puțin patru descoperiri false fiind anunțate înainte ca franciul în sine să fie descoperit.

### Descoperiri eronate sau incomplete
Chimistul rus D. K. Dobroserdov a fost primul om de știință care a pretins a fi găsit eka-cesiul, sau franciul. În 1925, el a observat semne de radioactivitate slabe într-o mostră de potasiu, alt metal alcalin, concluzând incorect că eka-cesiul era cel ce contamina proba (de fapt, radioactivitatea provenea de la izotopul natural potasiu-40). Succedent, el a publicat o teză despre prezicerile sale asupra proprietățile eka-cesiului, în care el numea noul element russiu, după țara sa natală. La scurt timp după, Dobroserdov a început să se axeze pe cariera sa didactică la Institutul Politehnic din Odessa, fără a continua cercetările asupra elementului.
Un an mai târziu, chimiștii englezi Gerald J. F. Druce și Frederick H. Loring au analizat fotografii făcute cu raze X a sulfatului de mangan (II). Ei au observat niște linii spectrale pe care le presupuneau a fi ale eka-cesiului. Și-au anunțat descoperirea elementului 87 și i-au propus numele alkaliniu, deoarece era cel mai greu metal alcalin.
În 1930, Fred Allison de la Institutul Politehnic Alabama a pretins să fi descoperit elementul 87 atunci când analiza polucit și lepidolit folosindu-și dispozitivul său magneto-optic. Allison a cerut ca elementul să fie numit virginiu după statul său natal, Virginia, și să aibă simbolul chimic Vi sau Vm. În 1934, H. G. MacPherson de la Universitatea Berkeley a demonstrat ineficacitatea dispozitivului folosit de Allison și că el nu a descoperit, de fapt, nimic.
În 1936, fizicianul român Horia Hulubei și colegul său francez Yvette Cauchois au analizat, de asemenea, polucitul, de această data folosindu-se de aparatul lor de rezoluție înaltă cu raze X. Ei au observat mai multe linii de emisie slabe, care au presupus a fi ale elementului 87. Hulubei și Cauchois și-au raportat descoperirea și au propus numele moldaviu elementului, și simbolul Ml, după Moldova, unde Hulubei s-a născut. În 1937, munca lui Hulubei a fost criticată de fizicianul american F. H. Hirsh Jr., care a contrazis metodele de cercetare a le lui Hulubei. Hirsh era sigur că eka-cesiul nu se putea găsi în natură, și că Hulubei observase de fapt liniile de raze X a mercurului sau a bismutului. Hulubei a insistat că aparatul său cu raze X și metodele sale erau prea precise pentru a face o astfel de greșeală. Din această cauză, Jean Baptiste Perrin, câștigător al Premiului Nobel și mentorul lui Hulubei a susținut că moldaviul este adevăratul eka-cesiu, și nu franciul descoperit de curând de către Marguerite Perey până când ea a fost demonstrată adevărata descoperitoare a elementului 87.

### Analiza lui Perey
Eka-cesiul a fost descoperit în 1939 de către Marguerite Perey de la Institutul Curie din Paris, atunci când purifica o probă de actiniu-227 care a fost semnalată a avea o energie de dezintegrare de 220 keV. Perey a observat particule de dezintegrare cu un nivel de energie sub 80 keV. Ea a crezut că această dezintegrare era cauzată de un produs nemaiîntâlnit vreodată, unul care a fost separat în timpul purificării, dar a reapărut din actiniul-227 pur. Diverse teste au eliminat posibilitatea ca elementul necunoscut să fie thoriul, radiul, plumbul, bismutul sau taliul. Elementul avea proprietățile chimice ale unui metal alcalin (cum ar fi coprecipitarea cu sărurile cesiului), care a făcut-o pe Perey să creadă că acela era elementul 87, produsul dezintegrării alpha a actiniului-227. Perey a încercat ulterior să determine raportul între descompunerea beta și alpha în actiniul-227. Primele ei teste au indicat că dezintegrarea alfa constituia 0,6%, cifră pe care a schimbat-o succedent la 1%.
Perey a numit noul izotop actiniu-K (acum denumit franciu-223) iar în 1946, ea a propus numele catiu pentru elementul nou descoperit, fiindcă ea îl credea a fi cel mai electropozitiv cation dintre elemente. Irène Joliot-Curie, una din supervizoarele lui Perey, s-a opus acestei denumiri deoarece ducea cu gândul mai mult la cat (pisică în engleză) decât la cation. Ulterior, Perey a propus numele franciu, după Franța. Acest nume a fost adoptat oficial de IUPAC în 1949, franciul devenind al doilea element după galiu care e numit după Franța. I-a fost pus simbolul Fa, dar acesta a fost schimbat în Fr (simbolul de astăzi) la scurt timp după. Franciul a fost ultimul element descoperit în natură, și nu prin sinteză, după reniu în 1925. Cercetările ulterioare asupra structurii franciului au fost efectuate de, printre alții, Sylvain Lieberman și echipa sa de la CERN în anii 1970 și 1980. 

## Izotopi
Franciul este cel mai puțin stabil element ce se poate găsi în natură: cel mai stabil izotop al său, franciul-223, are un timp de înjumătățire de doar 22 de minute. În contrast, astatinul, al doilea cel mai puțin stabil element ce se poate găsi în natură, are un timp de înjumătățire de 8,5 ore. Toți izotopii franciului se dezintegrează în astatin, radiu sau radon. Franciul e de asemenea mai instabil decât toate elementele până la dubniu.

## Proprietăți

### Proprietăți chimice
Franciul este un metal alcalin ale cărui  proprietăți chimice seamănă cu cele ale cesiului. E un element greu cu un singur electron de valență, având cea mai mare masă echivalentă dintre orice alt element. Franciul lichid - dacă ar putea fi creat - ar avea o tensiune superficială de 0.05092 N/m la temperatura sa de topire. Punctul de topire al franciului a fost calculat a fi în jur de 27 °C (80 °F, 300 K). Acesta este totuși nesigur, dată fiind raritatea și radioactivitatea elementului. De aceea, nici punctul de fierbere al franciului de 677 °C (1250 °F, 950 K) nu e sigur.
Linus Pauling a estimat electronegativitatea franciului la 0,7 pe scara Pauling, la fel ca cesiul; de atunci valoarea pentru cesiu a fost schimbată la 0,79, deși nu există date experimentală care ar permite schimbarea valorii pentru franciu. Franciul are o energie de ionizare puțin mai mare decât cesiul, 392.811(4) kJ/mol față de 375.7041(2) kJ/mol pentru cesiu, după cum s-ar aștepta de la efectele relativistice, iar asta ar implica că cesiul e mai puțin electronegativ decât franciul. Franciul ar trebui de asemenea să aibă o afinitate electronică mai mare decât cea a cesiului, iar ionul Fr− ar trebui să fie mai polarizabil decât ionul Cs−. Se prezice că molecula CsFr ar avea franciu la capătul negativ al dipolului, față de oricare alte molecule heterodiatomice de metale alcaline. Superoxidul de franciu (FrO2) se presupune a avea un caracter mai covalent decât congenerii săi mai ușori; acest lucru e atribuit electronilor de pe substratul 6p din franciu fiind mai implicați în legătura dintre franciu-oxigen.
Franciul coprecipitează cu mai multe săruri ale cesiului, cum ar fi percloratul de cesiu, care rezultă în mici cantități de perclorat de franciu. Această coprecipitare poate fi folosită pentru a izola franciul, prin adaptarea metodei lui Glendelin și Nelson de coprecipitare a radiocesiului. Va coprecipita, de asemenea, cu alte săruri ale cesiului, printre care iodatul, picratul, tartratul (și tartratul de rubidiu), cloroplatinatul și silicotungstatul de cesiu. Mai coprecipitează cu acidul silicotungstat, și acidul percloric, fără a fi nevoie de alt metal alcalin, lucru ce face posibile alte metode de separare. Aproape toate sărurile franciului sunt solubile în apă.

## Răspândire

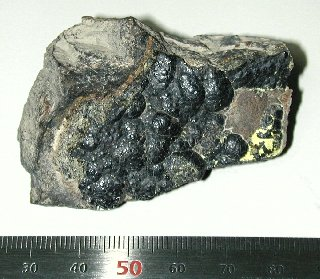
Mostră de uraninit în forma sa metamictă (pehblendă), care conține aproximativ 100.000 atomi (3.3×10^-20 g) de franciu-223/ g probă în orice moment.

223Fr este rezultatul dezintegrării alfa ai  227Ac și este întâlnit în cantități minuscule în mineralele uraniului și thoriului. Într-o mostră de uraniu se estimează a fi 1 atom de franciu la fiecare 1 × 1018 atomi de uraniu. De asemenea, scoarța terestră ar conține cel mult 30 g de franciu.

## Producere
Din cauza instabilității și rarității sale, nu există aplicații comerciale pentru franciu. A fost folosit la cercetare în diverse domenii ale chimiei, și a structurii atomice. Rolul său în diagnosticarea cancerului a fost de asemenea cercetat, dar s-a dovedit a fi nepractic.
Abilitatea franciului de a fi sintetizat, capturat și răcit, împreună cu structura sa atomică relativ simplă l-au făcut subiectul unor experimente specializate de spectroscopie. Aceste experimente au dus la informații mai detaliate despre nivelurile de energie și constantele de cuplare dintre particulele subatomice. Studiile pe lumina emisă de ionii de franciu-210 capturați laser au furnizat date precise despre schimburile între nivelurile atomice de energie care sunt destul de asemănătoare cu cele prezise de teoria cuantică.

### Preparare în laborator
| A round ball of red light surrounded by a green glow                                   |  | A small white spot in the middle surrounded by a red circle. There is a yellow ring outside the red circle, a green circle beyond the yellow ring and a blue circle surrounding all the other circles. |
| Image of light emitted by a sample of 200,000 francium atoms in a magneto-optical trap |  | Heat image of 300,000 francium atoms in a magneto-optical trap |

Atomii neutri de franciu pot fi capturați în MOT cu ajutorul unui câmp magnetic și fascicule laser.

Franciul poate fi sintetizat în urma reacției nucleare: 
197Au + 18O → 210Fr + 5 n
Acest proces, dezvoltat de Univesitatea de Stat de Fizica Stony Book, din New York, a produs izotopi de franciu cu masele de 209, 210 și 211, care sunt apoi izolați de către capcana magneto-optică (magneto-optical trap sau MOT). Rata de producere a unui anumit izotop depinde de energia fasciculului de oxigen. O rază de 18O din cadrul LINAC Stony Brook LINAC creează 210Fr în urma reacției cu aurul: 197Au + 18O → 210Fr + 5n. 
Producția necesită un anumit timp pentru dezvoltare și înțelegere. A fost critic punctul în care aurul era adus în punctul de topire, precum și asigurarea că suprafața sa era foarte curată. Reacția nucleară îngloba atomii de franciu în aur, aceștia urmând să fie recoltați; aceștia aveau un proces rapid de difuzie pe suprafața aurului și erau apoi eliberați ca ioni, însă acest proces nu are loc mereu. Ionii de franciu sunt ghidași prin lentile electrostatice până când ating o suprafață fierbinte de ytriu și devin neutri, urmând ca franciul să fie injectat într-un bulb de sticlă, iar un câmp magnetic și fascicule laser răcesc și capturează atomii. Cu toate că atomii rămân captați pentru aproximativ 20 de secunde înainte să fie eliberați (sau să se dezintegreze), un curent nou de atomi va înlocui precedentul lot, menținând astfel numărul atomilor constant. Inițial, aproximativ 1000 de atomi de franciu au fost captați în cadrul experimentului, iar în urma dezvoltării procesului, instalația este capabilă să captureze peste 300.000 de atomi neutri de franciu. Aceștia sunt atomi metalici, neutri, aflați într-o stare gazoasă neconsolidată. Enough francium is trapped that a video camera can capture the light given off by the atoms as they fluoresce. The atoms appear as a glowing sphere about 1 millimeter in diameter. This was the first time that anyone had ever seen francium. The researchers can now make extremely sensitive measurements of the light emitted and absorbed by the trapped atoms, providing the first experimental results on various transitions between atomic energy levels in francium. Initial measurements show very good agreement between experimental values and calculations based on quantum theory. Other synthesis methods include bombarding radium with neutrons, and bombarding thorium with protons, deuterons, or helium ions. Francium has not been synthesized in amounts large enough to weigh.